# 阮玉安嫻
春雲公主阮玉安嫻（越南语：／；1836年—1854年7月7日），越南阮朝明命帝第五十一女，生母和嬪阮氏奎。

## 生平
明命十七年（1836年），阮玉安嫻在順化皇城出生。嗣德六年（1853年），公主18歲，下嫁福國公胡文盃之孫、掌衞胡文什之子胡文玩。次年六月十三日（1854年7月7日），安嫻去世，享年十九歲。嗣德帝追贈為春雲公主，諡婉靜。葬於承天府香水縣安舊總安舊社（今屬承天順化省香水市社）。
春雲公主未育有子女。